# 674
674 (DCLXXIV) je bilo navadno leto, ki se je po julijanskem koledarju začelo na nedeljo.

## Rojstva
Neznan datum
- Al-Valid I., šesti kalif Omajadskega kalifata († 715)

## Smrti
Neznan datum
- Hasan ibn Tabit, arabski pesnik (* okoli 563)